# セルカーク (マニトバ州)
セルカーク（英: Selkirk）は、カナダ·マニトバ州南部にある市。州都ウィニペグから南に約100kmの位置にある。人口は約13,700人。ペンビーナ渓谷地域最大の都市で、地域の商業や行政のハブになっている。

## 歴史
現在のセルカークの都市部は、第5代セルカーク伯爵トーマス・ダグラスがハドソン湾会社から購入した、広大なルパート・ランドのうちレッド川流域の16万平方マイル（41万平方キロメートル）の区画の中心付近に位置している。セルカーク伯爵はハドソン湾会社の大株主であった。
レッドリバー植民地の最初の入植者がスコットランドから到達したのは1813年であった。入植者たちはハドソン湾会社の権威を背景にこの地域のソルトー族インディアン（平原オジブワ族）と条約を結んだと言う立場だったが、1816年にはかねてから商業的競争が原因で対立していたハドソン湾会社（とレッドリバー植民地の入植者）と北西会社（ハドソン湾会社の権威をそもそも認めていなかったメティも北西会社側についた）の間で「セブン・オークスの戦い」という戦闘を引き起こした。戦闘はセルカーク伯爵側が21名の死者を出し 終了したが、その後の調査委員会で北西会社の権利も認めメティも免罪された。セルカーク伯爵側は控訴したが伯爵の健康状態が悪化し1820年に死亡。ハドソン湾会社と北西会社は1821年に合併した。

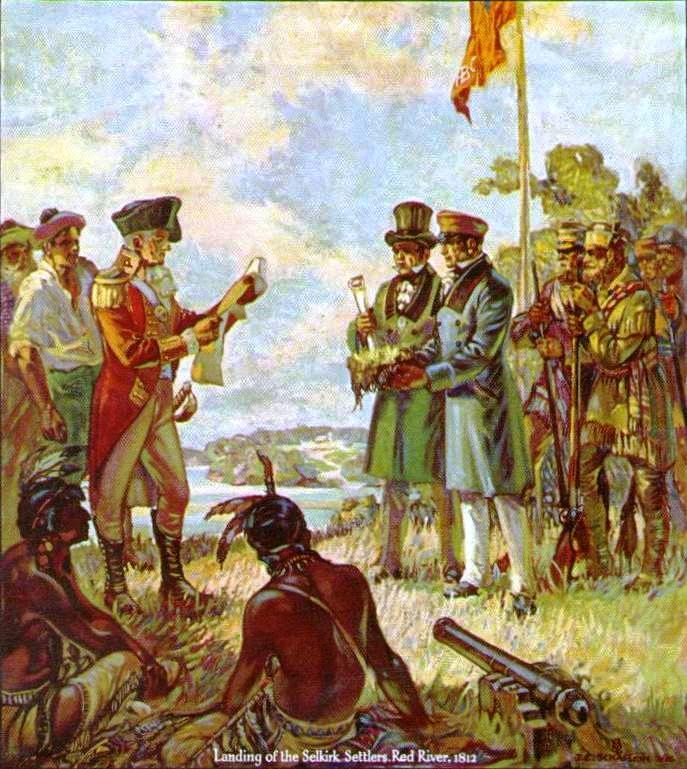
1812年にレッドリバー植民地に到着した最初の入植者

本国で貧困に苦難していたスコットランド系の農民を中心とした入植者をこの地域に導いたセルカーク伯爵の活動を顕彰し、町はセルカークと名付けられ、1882年に町制施行された。

## 経済
「世界のナマズ首都」（Catfish Capital of the World ）と訴求されているほどナマズの生息量が多く、その大きさもアメリカからのアングラー（釣り人）が集まるほどの人気である。
マニトバ州最大の心療内科病院のセルカーク精神衛生センターがあり、市最大の雇用先となっている。ブラジルの鉄鋼メーカー、ジェルダウ傘下の小規模の製鉄所もある。

## 交通
- セルカーク空港